# Mistrz i Małgorzata (film 1994)
Mistrz i Małgorzata (ros. Мастер и Маргарита) – dramat fantasy Jurija Kary z 1994 roku, ekranizacja bestsellerowej powieści Michaiła Afanasjewicza Bułhakowa o tym samym tytule. Premiera filmu odbyła się siedemnaście lat od jego powstania – 7 kwietnia 2011 roku.

## O filmie
Stosunkowo wierna ekranizacja powieści Bułhakowa, pojawiają się tu jednak i postaci w książce pozornie nieobecne, aczkolwiek dla jej powstania ważne, są to: Włodzimierz Lenin, Józef Stalin i Adolf Hitler (Bal u Szatana). Są też wątki, które Jurij Kara pominął, aby zmieścić się w dwugodzinnej wersji kinowej. Pełna wersja reżyserska DVD trwa ponad trzy godziny.
Mistrz i Małgorzata z budżetem 15 mln USD, był w okresie powstawania jedną z najdroższych postradzieckich produkcji kina rosyjskiego, jednak do publicznego pokazu filmu udało się doprowadzić dopiero w 2006 roku na festiwalu w Moskwie, natomiast do oficjalnej premiery doszło  dopiero po siedemnastu latach od jego powstania. Było to związane z nieporozumieniami między producentami filmu i spadkobiercami Bułhakowa.
Sceny nagrywano w Rosji oraz w Izraelu.

## Obsada
- Małgorzata: Anastasija Wiertinska
- Mistrz: Wiktor Rakow
- Woland: Walentin Gaft
- Misza Berlioz: Michaił Daniłow
- Iwan Bezdomny: Siergiej Garmasz
- Poncjusz Piłat: Michaił Uljanow
- Jeszua Ha-Nocri: Nikołaj Burliajew
- Korowiow: Aleksandr Filippienko
- Behemot: Wiktor Pawłow
- Azazello: Władimir Stiekłow
- Hella: Aleksandra Zacharowa

i inni.
W miniserialu „Mistrz i Małgorzata” Władimira Bortki z roku 2005 spośród tej obsady wystąpili: Walentin Gaft (jako Kajfasz) i Aleksandr Filippienko (Azazello).

## Soundtrack
1. Meister und Margarita I – 1:47
2. Voland – 2:26
3. Foxtrot – 1:04
4. Tango – 0:59
5. Marche Funebre – 1:12
6. Boléro (*) – 15:00
7. Meister und Margarita II – 1:50

Wykorzystane tutaj bolero skomponował Maurice Ravel, ponadto w scenie przeistoczenia Małgorzaty w wiedźmę i jej lotu został wykorzystany fragment muzyki do Walkirii Richarda Wagnera.